# Nemotelus aerosus
Nemotelus aerosus är en tvåvingeart som beskrevs av Gimmerthal 1847. Nemotelus aerosus ingår i släktet Nemotelus och familjen vapenflugor. Inga underarter finns listade i Catalogue of Life.